# Arte ittita
L'arte ittita fu prodotta dalla civiltà ittita nell'antica Anatolia, odierna Turchia, durante il II millennio a.C., dal XIX al XII secolo a.C. cioè durante l'Età del bronzo anatolica. Dal Collasso dell'Età del Bronzo sino al VIII secolo a.C., tale arte spostò il suo baricentro in Siria. È caratterizzato da una lunga tradizione di immagini e motivi canonizzati riorganizzati, pur essendo ancora riconoscibili, da diversi artisti per comunicare con una popolazione in gran parte analfabeta.
(Alexander 1986, p. 122)
Molte di queste immagini ricorrenti ruotano attorno alla rappresentazione di divinità ittite e pratiche rituali. C'è anche una prevalenza di scene di caccia in rilievo ittita e forme di animali rappresentativi. Gran parte dell'arte proviene da insediamenti come Alacahöyük o dalla capitale ittita di Ḫattuša, presso l'odierna Boğazkale. Gli studiosi hanno difficoltà a datare gran parte dell'arte ittita, priva di iscrizioni e rinvenuta al di fuori del contesto originario causa lo smistamento tra vari istituti museali nel XIX secolo. La collocazione temporale dei reperti si rifà comunque alla periodizzazione standard della storia ittita: l'Età delle colonie, l'Antico Regno, il Nuovo Regno e l'Età siro-ittita.
La produzione artistica degli Ittiti s'inserisce in un più generale complesso culturale, la c.d. "Arte anatolica", sviluppatosi in un continuum dall'Età della pietra sino all'occupazione di questi territori da parte dell'Impero achemenide. In quest'ottica, il termine «ittita» per la produzione artistica anatolica sottende il contributo dato da questo popolo (o questa élite), probabilmente in misura massiccia, insieme con altri gruppi etnici mal definibili, alla costituzione di un linguaggio formale espressosi nell'arte aulica durante la seconda metà del II millennio a.C.

## Caratteri generali
L'arte ittita costituisce la manifestazione artistica oggi meglio conosciuta di un grande complesso culturale, comprendente l'Anatolia, l'Armenia, il Caucaso, la Mesopotamia settentrionale e l'altopiano iranico. Questa vasta regione montuosa, attraversata da vie di comunicazione lungo una rotta Est-Ovest (da cui derivano le affinità tra i punti estremi dell'area), esercitò verso le pianure siro-mesopotamiche una pressione costante mediante l'azione dei popoli che l'abitavano, designati appunto col termine comprensivo di "popoli dei monti" (de. Bergvölker). La potenza politica dell'Impero ittita, mantenutasi per alcuni secoli, giustifica sul piano storico la posizione di particolare rilievo dell'arte della regione anatolica nei confronti di quella, meno nota, delle altre regioni. La posizione geografica dell'Anatolia, eccentrica rispetto ad Egitto e Mesopotamia, spiega, d'altra parte, come le numerose influenze provenienti dai due massimi centri della cultura orientale antica (v.si arte egizia e arte mesopotamica), si risolvano in una sintesi originale, anche se, in ultima analisi, l'arte degli Ittiti resta pur sempre manifestazione periferica di quella mesopotamica.
Assai discussi sono stati i rapporti tra l'arte ittita e quella degli Hurriti, secondo alcuni mediatori tra la Mesopotamia e l'Anatolia ittita, secondo altri precursori dell'arte ittita da considerarsi semplice filiazione di quella hurrita. L'assoluta mancanza di una produzione artistica propriamente "hurrita" dimostra l'inconsistenza di una teoria fondata sul presupposto che un popolo in quanto tale abbia una corrispondente forma di cultura figurativa.

## Storia

### Età delle colonie

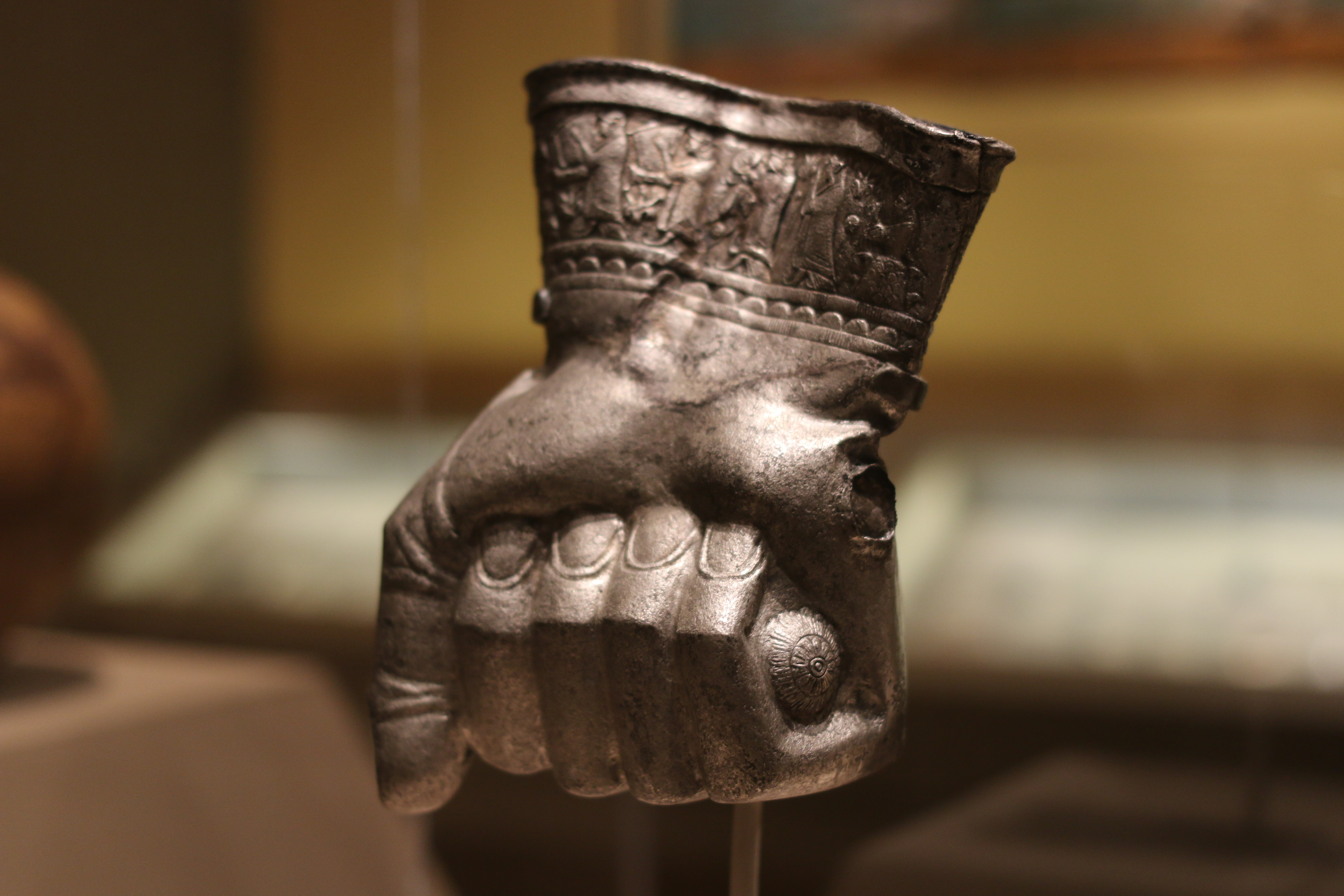
Bicchiere a forma di pugno (argento), 1400-1380 a.C. - Turchia Centrale, oggi al Museum of Fine Arts (Boston).

Gli storici si riferiscono al periodo intorno al XIX e XVIII secolo a.C. come l'Età delle colonie, prima che nella regione anatolica fosse stabilito un regno ittita vero e proprio. I gruppi etnico-linguistici negli insediamenti di questo periodo includevano Hattiani (popolazione anatolica pre-ittita), Hurriti e Assiri (Semiti) che vivevano in vere e proprie colonie commerciali, i karum, di cui gli Ittiti presero il controllo quando si trasferirono nell'area. Lo stile artistico di quest'epoca culturalmente eterogenea fu ovviamente caratterizzato dalla mescolanza e reinterpretazione di stili, simboli e sensibilità. Prima di questo periodo e durante il III millennio a.C., l'arte nell'antica Anatolia consisteva in rappresentazioni piuttosto piatte di figure umane rinvenute nei luoghi di sepoltura. Se ne trova un'eco in avori ittiti come quello di una giovane ragazza, semi-seduta, che si stringe il seno a coppa e indossa un berretto tradizionale.
La maggior parte degli oggetti disponibili a partire dal II millennio a.C. sono avori scolpiti, argilla cotta e piccoli sigilli. Un gruppo di avori di Acemhöyük, ora conservato al Metropolitan Museum of Art di New York, include una piccola sfinge con lunghi riccioli di capelli sul petto che gli storici dell'arte chiamano "riccioli di Hathor". Per quanto riguarda i sigilli, seppur si rifacciano al modello del sigillo cilindrico mesopotamico, gli esemplari ittiti non includono linea di fondo e quindi le figure risultano fluttuanti. L'iconografia ricorrente presenta divinità, tori, montagne, ecc. I medesimi temi si riscontrano nei rilievi rupestri imperiali.
Gli ittiti, in questa fase della loro storia artistica, hanno assorbito e rielaborato motivi delle civiltà precedenti su cui affermavano il controllo, imitando gli stili artistici indigeni, inclusa la rappresentazione di animali come cervi, leoni, tori e rapaci (spec. aquile). Un manufatto comune nel periodo erano i rhyton (recipienti per bere) in foggia di animale, realizzati in argilla e successivamente in metallo. I rapaci in particolare sono eccezionalmente ben formati. I vasi Hüseyindede sono esempi di un tipo di vaso di ceramica elaborato con figure di animali e altre decorazioni in rilievo; sono stati trovati altri pezzi in questo stile.

### Antico Regno

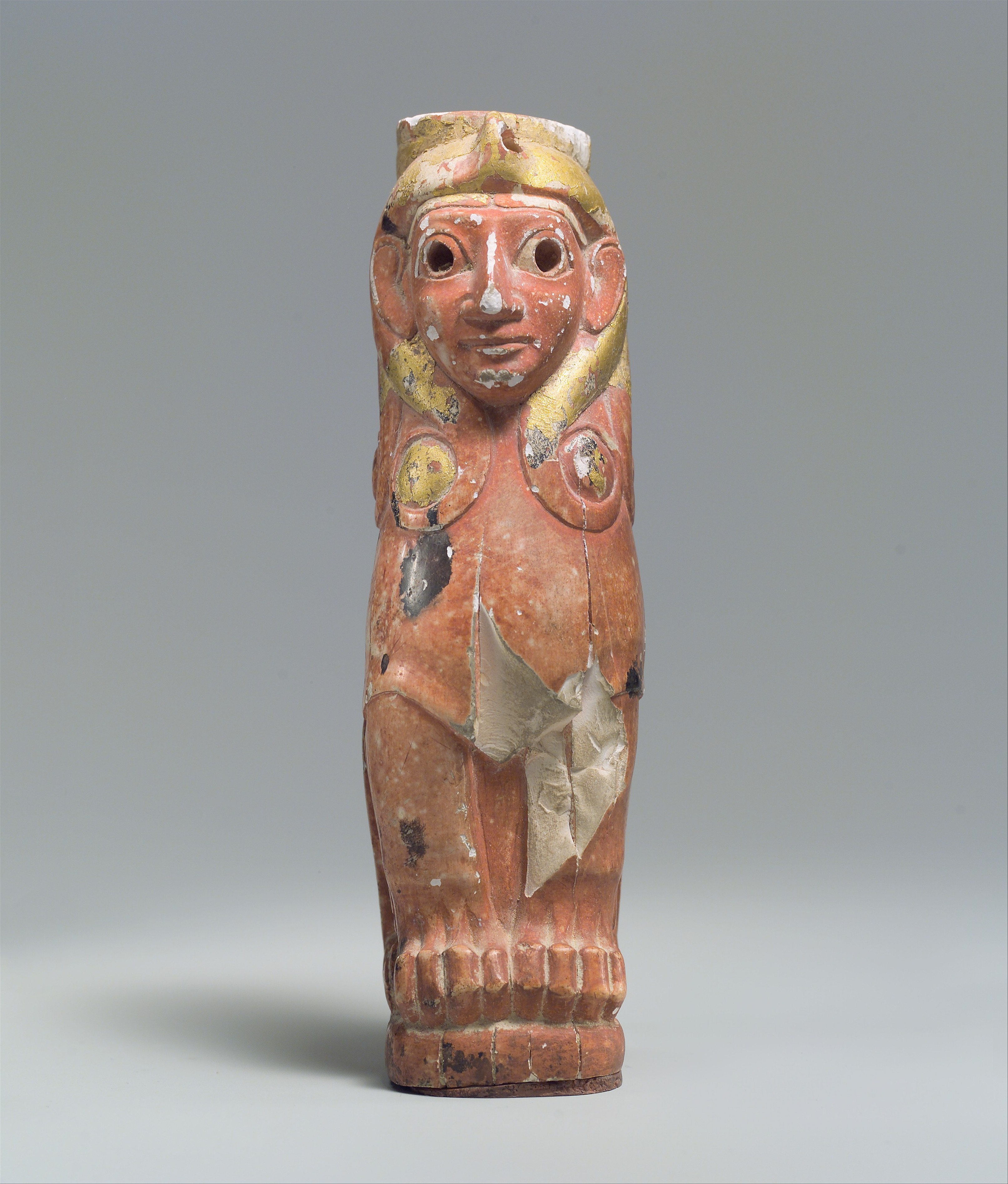
Sfinge ittita (avorio), XVIII secolo a.C. - Metropolitan Museum of Art (NYC)

Nel XVII secolo a.C. gli Ittiti formarono uno stato più articolato e vasto, con capitale Ḫattuša. La loro arte iniziò allora ad includere manufatti più grandi e permanenti oltre ai rilievi ed ai sigilli. In tempi recenti, i pezzi che si pensava appartenessero a questo periodo sono stati spostati nel periodo del Nuovo Regno e può darsi che alcune opere precedentemente assegnate a quell'epoca provengano in realtà dall'Antico Regno ittita. I sigilli ittiti potevano essere fatti di qualsiasi cosa, dall'argilla cotta all'oro. Oltre agli oggetti sopravvissuti, una certa conoscenza di questi sigilli deriva anche dalle impronte che hanno lasciato sulla ceramica. Le figure nel periodo dell'Antico Regno divennero più spigolose e furono raffigurate in situazioni più violente. Questo vale per sigilli, rilievi e piccole figure tridimensionali. Un argomento comune per l'arte in questo momento era il conflitto tra figure divine e lotte per il potere, che non era rappresentato tanto durante il Nuovo Regno ittita. Altre scene, come un rilievo sul collo di un rhyton d'argento conservato al Metropolitan Museum of Art, raffigurano divinità durante la caccia. C'è un senso di progressione temporale nelle immagini di questo pezzo, poiché c'è un cervo che vive e viene confrontato, e poi giace conquistato e prono più avanti lungo il bordo. C'è anche un presupposto di connotazioni spirituali in questo pezzo per quanto riguarda un "Dio protettore dei campi selvaggi".

### Nuovo Regno

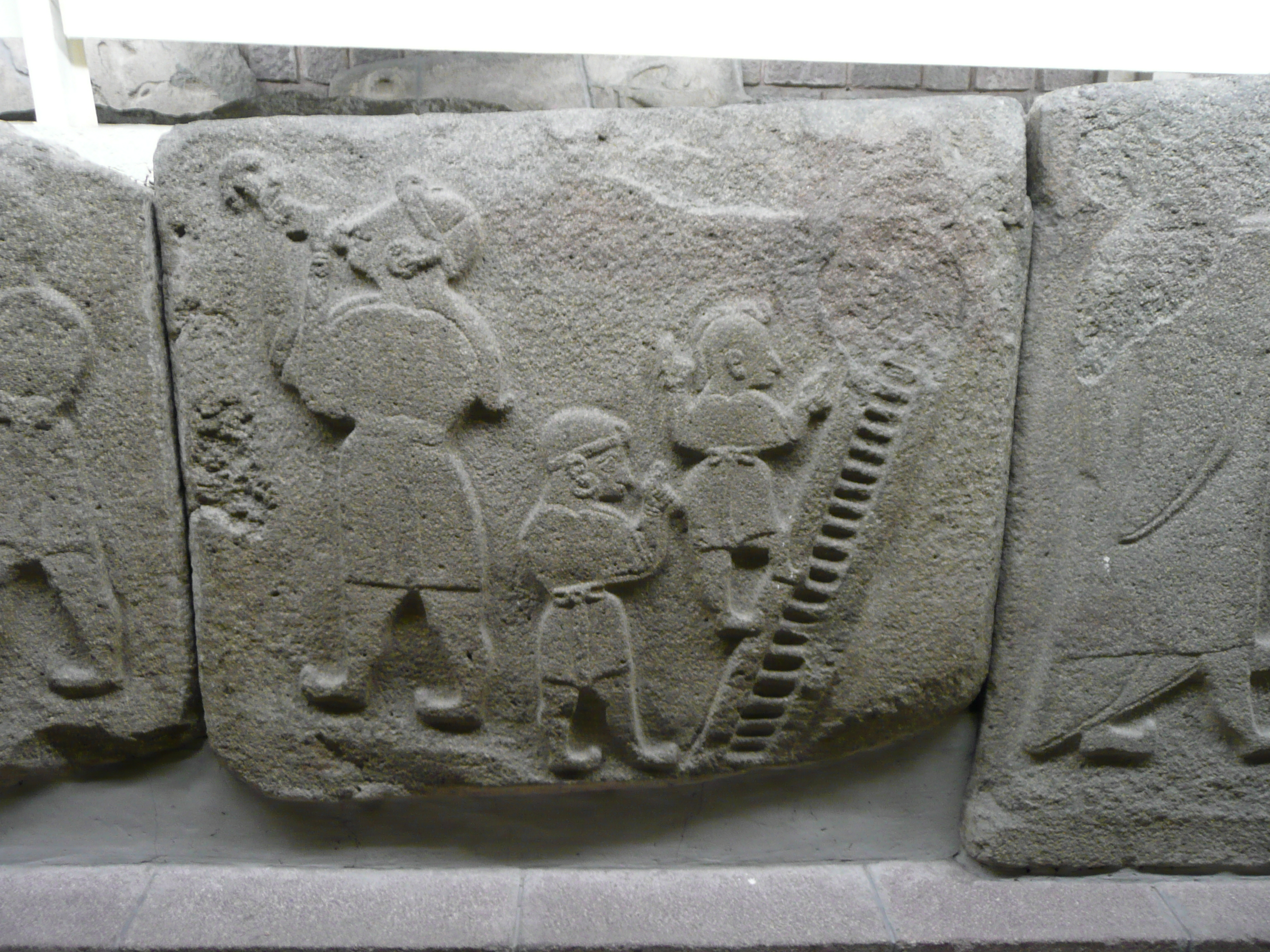
Scena tratta dalla Porta della Sfinge di Alacahöyük.

A partire dal XIV secolo e fino al XII secolo, questo periodo ha visto ancora più creazione di sculture in rilievo su larga scala e le figure rappresentate tendono ad essere più solide, con proporzioni più spesse. Gran parte dell'arte del Nuovo Regno Ittita proviene dall'insediamento di Alacahöyük. Non è chiaro a quale città antica sia correlato: Tawiniya, Arinna, Hanhana o Zippalanda. L'opinione più diffusa tra gli studiosi è che si tratti della città santa di Arinna, per la sua vicinanza alla capitale imperiale di Ḫattuša e per le pratiche rituali ivi raffigurate nell'arte.
Un monumento molto studiato attribuito a questo periodo è un cancello di pietra fiancheggiato da due sfingi scolpite e blocchi ciclopiche ricoperti da rilievi incompiuti di una processione religiosa e scene di caccia. Questa processione raffigura i reali ittiti e sei sacerdoti che si avvicinano a un dio sotto forma di toro e un gruppo d'intrattenitori tra cui acrobati e giullari su scale. Le scene di caccia sono su blocchi collocati direttamente sopra la processione. C'è disaccordo tra gli studiosi sulla data esatta di costruzione di questa struttura: alcuni la collocano tra il XIV e il XV secolo a.C., mentre altri sostengono che appartenga alla seconda metà del XIII secolo a.C. I guardiani ostentano i lunghi riccioli Hathor comuni alle sfingi ittite dal XVIII secolo a.C. (v. sopra) e sono stati scolpiti in singoli blocchi di pietra 13 ft alto e 6,5 ft di spessore. Un altro monumento è la "Porta del Re" che conduce nel quartiere templare dell'acropoli di Ḫattuša: qui incombe un bassorilievo di divinità alto due metri.
Permangono poi i rilievi realizzati su strutture non artificiali. Mentre alcuni rilievi rupestri ittiti non hanno iscrizioni e quindi sono difficili da datare, altri possono essere attribuiti ai regni di re specifici come Hattušili III o Muwatalli II. Le scene in rilievo dell'antica Sam'al, nella moderna Zincirli Höyük, includono una processione di divinità su una parete e l'immagine di un re di nome Tudhaliya I/II sulla parete di fronte. Ci sono un certo numero di grandi leoni sdraiati in pietra, di cui la statua del c.d. "Leone di Babilonia" a Babilonia è la più grande, se è davvero ittita.
Le opere in ceramica prodotte in questo periodo, a parte rari pezzi decorativi, erano di forme semplici, con un'attenzione all'utilità e alla funzionalità. Gli Ittiti fecero uso di torni da vasaio, così come la libera scultura di forme più animalesche. Le forme e i metodi di produzione erano abbastanza coerenti in tutto il Nuovo Regno. Un pezzo del villaggio di Gordio, ai margini del Nuovo Regno, potrebbe somigliare molto a un pezzo della capitale, Ḫattuša.
A Megiddo (Israele) è stato scoperto un piccolo sigillo di pietra con geroglifici ittiti, prova dell'ampiezza dell'itinerario commerciale del Nuovo Regno ittita. Conferma anche i legami diplomatici con l'Egitto indicati dal Trattato di Qadeš, poiché Megiddo fu un importante punto di sosta per i messaggeri/ambasciatori tra le due nazioni, impegnate a contendersi il controllo sul litorale levantino.

### Età siro-ittita

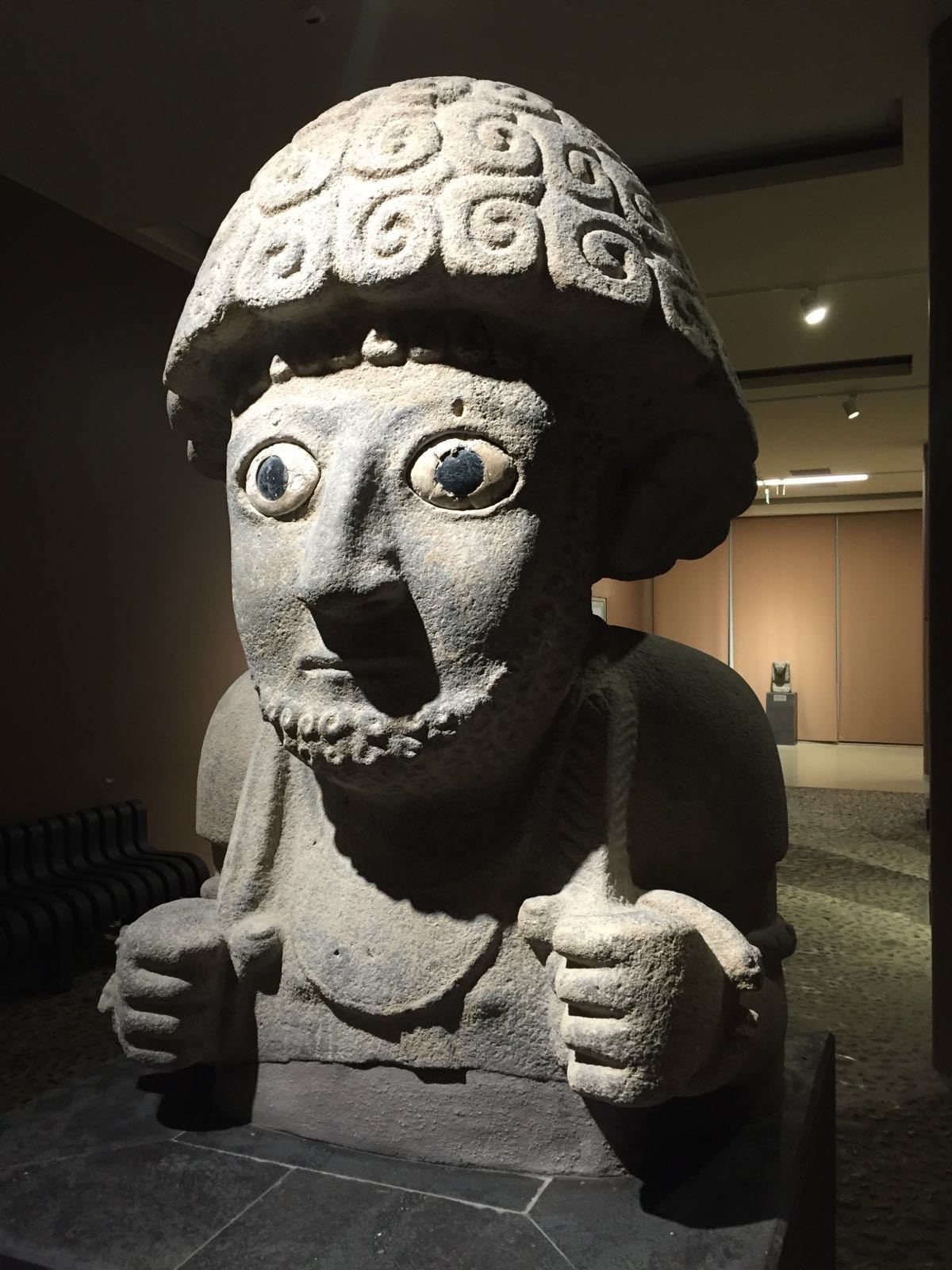
Statua del periodo post-ittita, rappresentante il re Šuppiluliuma, sovrano dello stato luwiano di Pattin (Unqi).

Gli Stati siro-ittiti (in precedenza Stati neo-ittiti) furono delle entità politiche della prima età del ferro di lingua luvia, aramaica e fenicia sviluppatesi al confine tra la Siria settentrionale e l'Anatolia meridionale al crollo dell'Impero ittita nel 1180 a.C., durante il c.d. "Collasso dell'età del bronzo", che durarono fino al 700 a.C. circa, quando gli stati furono conquistati dall'Impero assiro. Il termine "neo-ittita" a volte è riservato specificamente ai principati di lingua luvia, come Arslantepe e Karkemiš, quest'ultimo l'entità egemone della zona. In un senso più ampio, il termine culturale "siro-ittita" è oggi applicato a tutte queste entità, dalle anatoliche Tabal e Quwê, a quelle della Siria settentrionale e costiera.
I termini "post-ittita", "siro-ittita", "siro-anatolico" e "luviano-arameo" sono tutti usati per descrivere questo periodo e la sua arte, durata fino all'assoggettamento della zona al potere ed all'arte dell'Impero assiro. Il termine "neo-ittita" è talvolta usato anche per questo periodo, da alcuni studiosi, ma altri studiosi usano lo stesso termine come designazione per il periodo precedente (Nuovo Regno). Tali questioni terminologiche sono spesso dibattute tra gli studiosi, ma rimangono ancora irrisolte.
In tutte quelle regioni, l'eredità ittita e luwiana più antica era sempre più mescolata con influenze aramaiche e anche assire. La loro produzione artistica non fu pertanto una "rinascita" ittita ma il nuovo passo di una nuova tradizione siro-anatolica propria del I millennio con eredità proveniente dalle due tradizioni. I principali centri di produzione artistica, per la maggior parte giunti a noi come resti di decorazioni delle porte civiche e palaziali e ortostati di rivestimento alla base dei muri, sono Malatya, Karkemiš, Zincirli (Sam'al) e Maraş (Gurgum). Sebbene si trattasse di compagini statali molto più piccole del dissolto impero, la loro scultura pubblica aumentò, con molte statue e percorsi esterni cerimoniali fiancheggiati da ortostati o lastre di pietra scolpite con rilievi. Le differenze tra le varie produzioni sono così forti che parlare di unità pare eccessivo e di ciò fanno fede le diverse terminologie stilistiche adottate per descrivere l'uno o l'altro dei diversi monumenti. Karkemiš è certamente il centro più rappresentativo e quello dove è individuabile una «scuola» di artisti che ha esteso la sua influenza in altri centri come Zincirli.
Il complesso monumentale più aderente al modello ittita del II millennio è la "Porta dei Leoni" di Malatya, ove è però evidente il reimpiego degli ortostati e dei leoni, forse originariamente destinati a decorare un edificio cultuale, e delle lastre che, per elementi iconografici e stilistici, aderiscono ai modelli della grande arte monumentale di Alaca Hüyük e di Yazılıkaya.

## Architettura

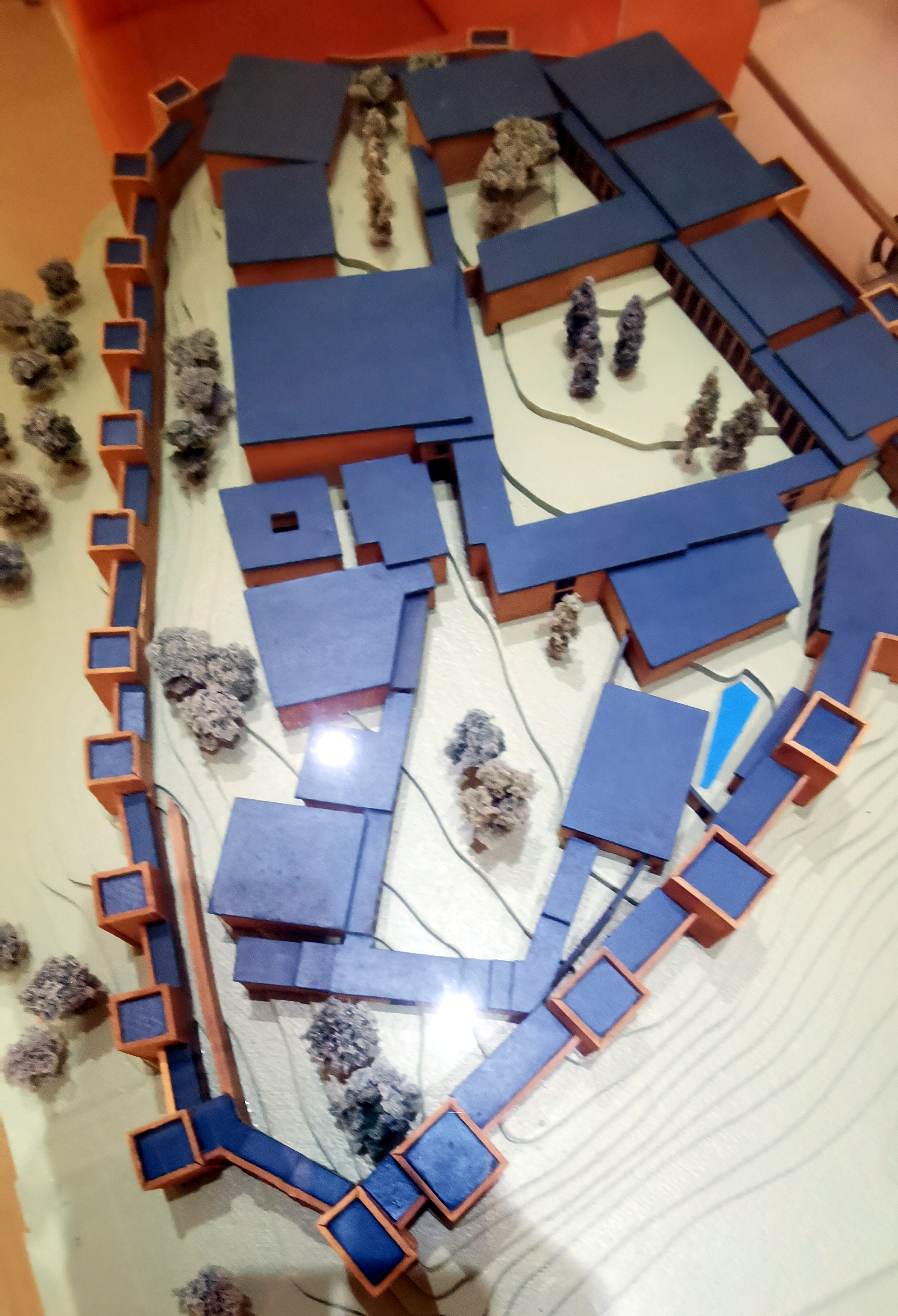
Plastico della cittadella di Ḫattuša - Museo di Ḫattuša.

L'architettura monumentale ittita in Anatolia fu frutto del periodo imperiale (1400-1200 a.C.) ed i principali siti archeologici che la testimoniano sono a Boğazkale (la capitale imperiale di Hattuša). Quest'architettura ricevette una forte influenza siriana e mesopotamica, oltre che egizia: è stato per esempio osservato un preciso elemento di dipendenza tra la costruzione di una struttura monumentale come quella del Tempio I di Boğazköy e il Ramesseo di Tebe (Egitto).
I grandi edifici pubblici imperiali avevano la parte inferiore costruita in pietre, più o meno squadrate (talvolta la prima fila di pietre era costituita da ortostati scolpiti), e quella superiore in mattoni inframezzati da travi lignee. Le costruzioni di Ḫattuša ci forniscono un'idea chiara della disposizione dei locali, delle corti, dei corridoi e dei magazzini. In alcune piante è evidente la similitudine con i palazzi dell'architettura minoica: es. il portico (khilāni) con funzione di ingresso agli edifici; la pianta generalmente asimmetrica dei complessi; le grandi finestre nei templi. La colonna, di solito di legno, aveva funzione architettonica e poggiava su uno stilobate in pietra o su uno stiloforo di forma animale. Caratteristica precipua dell'architettura ittita e sua principale differenza rispetto a quella dei popoli mesopotamici fu il ricorso al basalto quale materiale di costruzione.
Il popolo ittita era molto abile nella costruzione di mura e conosceva le migliori tecniche per creare mura spesse e resistenti.Nei centri abitati mura aggiuntive racchiudevano i templi e i palazzi reali. La struttura canonica era in opera poligonale: muro a doppio paramento con riempimento a sacco e postierle sotterranee.

Le mura di Ḫattuša, lunghe circa sei chilometri all'apogeo dell'impero, avevano doppia cerchia, più bassa quella esterna, e tre porte (dei Leoni, della Sfinge e del Re) a doppia tenaglia, dall'arco parabolico, con leoni e sfingi ad altorilievo. Il sistema difensivo era ulteriormente rinforzato da torri collocate ogni 30 metri lungo le pareti e vicino alle porte, oltre che sul muro anteriore nei punti più elevati. Erano strutture a base quadrata (10 × 15 metri per le torri guarda-porta). Il sistema difensivo era forse rinforzato all'interno della città da fortini situati su promontori rocciosi (Yenicekale, Nişantepe e Sarıkale) ma questi edifici potrebbero anche aver avuto una funzione religiosa. Sotto le mura di Ḫattuša, in alcuni punti strategici, erano scavate delle gallerie: si tratta di lunghi cunicoli sotterranei che mettevano in comunicazione l'interno con l'esterno della città.

Gli stessi caratteri costruttivi si riscontrano nella mura di Alaca-Hüyük.
Nei luoghi di culto, separati anch'essi e circondati da mura, si trovavano il tempio, il palazzo reale, un ampio cortile e un tempietto con il simulacro della divinità.
In epoca siro-ittita, la struttura palaziale, il bit khilāni evolve e si sviluppa, integrando le diverse componenti culturali che s'incontrano nel Levante. Gli esempi significativo sono, oltre che a Teli Taynat e a Sakçe Gözü, l'acropoli di Zincirli (eretta tra la metà del IX e la prima metà del VII sec.) ove i diversi edifici formano, pur restando sostanzialmente in sé isolati, un complesso monumentale di rappresentanza, altamente specializzato. Le somiglianze con i precedenti ittiti, Boğazköy e Maşat, sono superficiali e dovute solo a motivi funzionali.

## Scultura
La scultura ittita è strettamente legata all'architettura, tanto che tutte le opere pervenute del periodo antico nacquero in funzione di complessi architettonici. Proprio in questa forma d'arte gli Ittiti manifestarono precipui caratteri di originalità, distaccandosi da modelli e contaminazioni mediorientali. I leoni e le sfingi che fiancheggiano le porte di Ḫattuša e Alaca non trovano riscontro, stilistico o tipologico, nella produzione mesopotamica: il loro vigoroso senso plastico, enfatizzato dallo sfondo della pietra dal quale emergono, si riscontra anche nella figura scolpita su una porta della capitale.

### Ortostati

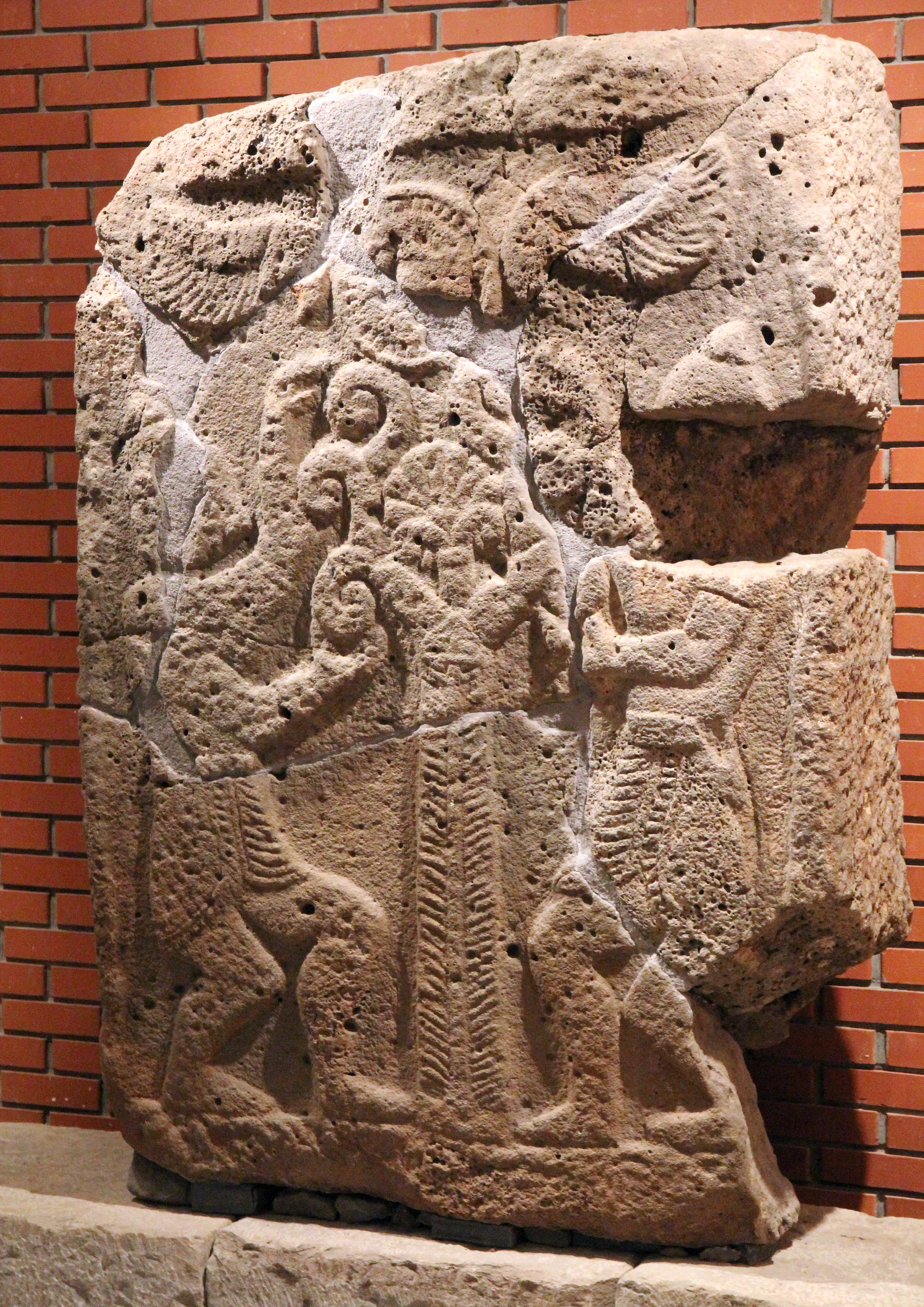
Uno degli ortostati della fortezza ittita di Karatepe.

### Rilievi rupestri

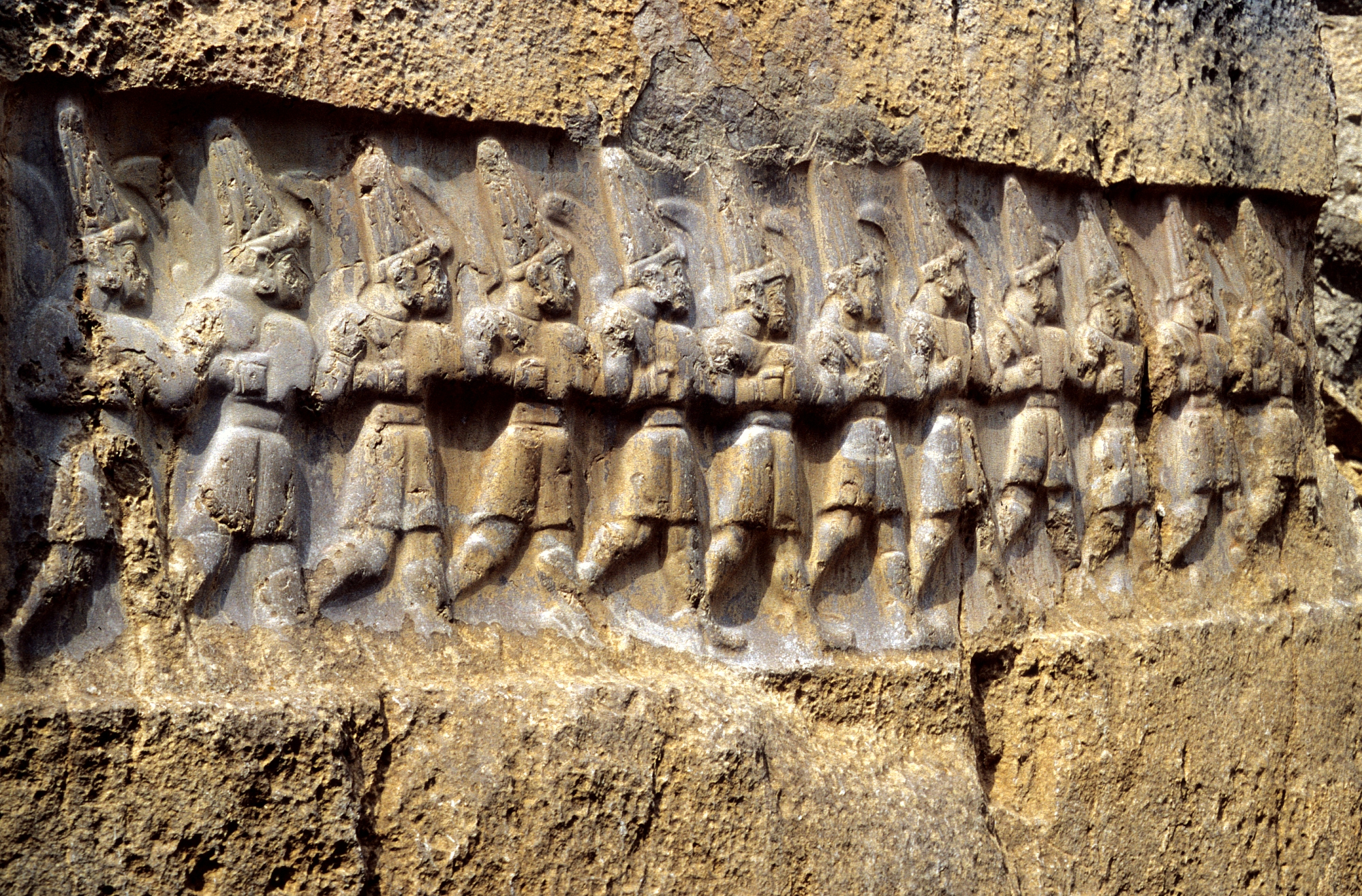
Divinità ittite a Yazılıkaya.

Gli Ittiti furono importanti produttori di rilievi rupestri che costituiscono una parte relativamente grande dei pochi resti artistici che hanno lasciato. Il rilievo di Karabel di un re fu visto da Erodoto, che erroneamente pensò che mostrasse il faraone egiziano Sesostri. Questo, come molti rilievi ittiti, è vicino a una strada ma in realtà è piuttosto difficile individuarlo da lì. 
Ci sono più di una dozzina di siti, la maggior parte oltre i 1000 metri di altitudine, che si affacciano su pianure e tipicamente vicino all'acqua. Questi forse erano posti con un occhio al rapporto dell'ittita con il paesaggio piuttosto che semplicemente come propaganda dei governanti, segni di "controllo del paesaggio" o segni di confine, come spesso si è pensato. Si trovano spesso in luoghi con un significato sacro sia prima sia dopo il periodo ittita e, a quanto pare, luoghi in cui il mondo divino era considerato a volte irrompente in quello umano.
Il periodo imperiale ittita presenta una numerosa serie di rilievi, specie rupestri, diffusi su buona parte dell'altopiano e delle terre basse, che illustrano in modo cospicuo quale sia l'espressione artistica dominante in un periodo che vede grandi trasformazioni sia dal punto di vista della classe al vertice sia per l'organizzazione e il controllo del territorio entro e oltre i confini dell'Anatolia propria.
A Yazılıkaya, appena fuori dalla capitale Ḫattuša, una serie di rilievi di divinità ittite in processione decorano "camere" all'aperto realizzate aggiungendo barriere tra le formazioni rocciose naturali. Il sito era apparentemente un santuario, e forse un luogo di sepoltura, per la commemorazione degli antenati della dinastia regnante. Era forse uno spazio privato per la dinastia e un piccolo gruppo di élite, a differenza dei rilievi più pubblici lungo la strada. La forma usuale di questi è mostrare i maschi reali che portano armi, di solito impugnano una lancia, portano un arco sopra la spalla, con una spada alla cintura. Hanno attributi associati alla divinità e quindi sono mostrati come "dio-guerrieri".
Altri rilievi rupestri includono il rilievo di İvriz, il rilievo di Manisa, il rilievo di Hanyeri, il rilievo di Fıraktın, il rilievo di Gökbez, il rilievo di İmamkullu e il rilievo di Hemite.

## Glittica
Gli Ittiti d'epoca imperiale preferirono, al sigillo cilindrico, caratteristico della Cappadocia antica e della Mesopotamia, quello a timbro. In epoca siro-ittita si passò invece al sigillo cilindrico, per chiaro influsso siriano. Notevole fu certo anche l'influsso della glittica egizia. I sigilli ittiti raffiguravano una varietà di scene, grande numero di figure ed oggetti, un ricco repertorio. Talvolta nello stesso sigillo si vedono fin quattro scene diverse, spesso divise da una matassa attorcigliata. Caratteristica è la scena con animali ripetuti molte volte o file di piccoli personaggi.
Le scene più comuni, derivate dagli antichi sigilli di Cappadocia, sono: la presentazione al dio, l'offerta del capretto, la libagione, la bevuta mediante la cannuccia, il dio nel carro, il dio della folgore sopra il toro, il dio dell'acqua con fiotti d'acqua, i due uomini-tori incrociati, la dea nuda, il toro quale altare, la piccola testa nel campo, vari animali e astri. Ricorrono anche geroglifici e figure geometriche, tra le quali anche la spirale, già presente in Mesopotamia nella Cultura di Gemdet Nasr (3.100-2.900 a.C.).
Ci sono state conservate varie impressioni di timbri di re ittiti; essi erano rotondi e constavano spesso di varie fasce. I sigilli ittiti hanno avuto una vasta area di dispersione, se ne sono trovati a Tirinto (Grecia), Napata (Nubia), Vicenza (Italia), ecc.

### Esplicative
1. ↑  La brillante, ma non sostanziata teoria del Moortgat sull'esistenza di un'arte hurrita indipendente e formalmente coerente, è stata smontata in modo articolato in (FR) Barrelet MT (a cura di), Problèmes concernant les Hurrites, I-II, Parigi, 1977-1984., (FR) Barrelet MT, «cas hurrite» et l'archéologie, in RHA, XXXVI, 1978,  p. 23 e ss.., ecc. - Pecorella 1994

### Bibliografiche
1. 1 2 3 4 5 6 7  Canby 1989.
2. 1 2 3 4 5 6 7 8  Furlani 1961.
3. 1 2 3 4 5 6 7  Pecorella 1994.
4. ↑  (DE) Yıldırım T, Yörüklü/Hüseyindede. Eine neue hethitische Siedlung im Südwesten von Çorum, in Istanbuler Mitteilungen, vol. 50, 2001,  pp. 43-62.
5. 1 2  (EN) Henrickson RC, Hittite Pottery and Potters: The View from Late Bronze Age Gordion, in The Biblical Archaeologist, vol. 58, giugno 1995, DOI:10.2307/3210478.
6. ↑  (EN) Taracha P, The sculptures of Alacahöyük : A Key to Religious Symbolism in Hittite Representational Art, in Near Eastern Archaeology, vol. 75, giugno 2012,  pp. 108-115, DOI:10.5615/neareastarch.75.2.0108.
7. ↑  (EN) Singer I, A Hittite Seal from Megiddo, in The Biblical Archaeologist, vol. 58, giugno 1995,  pp. 91-93, DOI:10.2307/3210479.
8. ↑  Hawkins 1982, pp. 372-375.
9. ↑  (EN) Hawkins JD, The Political Geography of North Syria and South-East Anatolia in the Neo-Assyrian Period, in Liverani M (a cura di), Neo-Assyrian Geography, Quaderni di Geografia Storica, vol. 5, Università di Roma “La Sapienza” Dipartimento di Scienze storiche, archeologiche e anthropologiche dell’Antichità, 1995,  pp. 87-101.
10. ↑  Sader 2010, pp. 287-298.
11. ↑  Gilibert 2011, pp. 2, 5-6.
12. ↑  Bryce 2012, pp. 79-80.
13. ↑  Osborne 2020, pp. 4-7.
14. ↑   Matthiae P, Studi sui rilievi di Karatepe, Roma, 1963.
15. ↑  Gilibert 2011, pp. 60-67.
16. ↑  (EN) Bittel K, Hittite Temples and High Places in Anatolia and North Syria, in Biran A (a cura di), Temples and High Places in Biblical Times. Proceedings of the Colloquium, Jerusalem 1977, Tel Aviv, 1981,  pp. 63 e ss..
17. ↑  Bittel 2005, pp. 107-112.
18. ↑  Bittel 2005, pp. 114-115.
19. 1 2 3  Bonatz 2007.
20. ↑  Harmanşah 2014, pp. 88-89; Erodoto, II.102-103 e 106
21. ↑  Harmanşah 2014, pp. 90-94; Ullmann, Lee Z., in Harmanşah (2014), Chapter 8
22. ↑  Harmanşah 2014, p. 92.

### Fonti primarie
- (GRC) Erodoto, Storie.

### Fonti secondarie
In lingua italiana
- Bittel K, Ittiti: l'antica civiltà dell'Anatolia, Milano, Corriere della sera-Rizzoli libri illustrati, 2005.
- Liverani M, Antico Oriente: storia, società, economia, Bari-Roma, Laterza, 2009, ISBN 978-88-420-9041-0.

In altra lingua
- (EN) Alexander RL, The Sculpture and Sculptors of Yazılıkaya, University of Delaware Press, 1986.
- (EN) Bonatz D, Religious Representation of Political Power in the Hittite Empire, in Heinz M e Feldman MH (a cura di), Representations of Political Power: Case Histories from Times of Change and Dissolving Order in the Ancient Near East, Eisenbrauns, 2007, ISBN 157506135X.
- (EN) Bryce TR, The World of The Neo-Hittite Kingdoms: A Political and Military History, New York, Oxford University Press, 2012, ISBN 9780191505027.
- (EN) Bryce TR, The Routledge Handbook of the Peoples and Places of Ancient Western Asia: The Near East from the Early Bronze Age to the fall of the Persian Empire, Londra-New York, Routledge, 2009, ISBN 9781134159079.
- (EN) Bryce TR, Life and Society in the Hittite World, New York, Oxford University Press, 2002, ISBN 9780199241705.
- (EN) Bryce TR, The Kingdom of the Hittites, 2ª ed., New York, Oxford University Press, 2005  [1998], ISBN 9780199279081.
- (EN) Canby JV, Hittite Art, in The Biblical Archaeologist, vol. 52, 1º gennaio 1989,  pp. 109-129, DOI:10.2307/3210203.
- (EN) Gilibert A, Syro-Hittite Monumental Art and the Archaeology of Performance: The Stone Reliefs at Carchemish and Zincirli in the Earlier First Millennium BCE, Berlino-New York, Walter de Gruyter, 2011, ISBN 9783110222258.
- (EN) Harmanşah Ö (a cura di), Of Rocks and Water: An Archaeology of Place, Oxbow Books, 2014, ISBN 1782976744.
- (EN) Hawkins JD, The Neo-Hittite States in Syria and Anatolia, in The Cambridge Ancient History, vol. 3, Cambridge, Cambridge University Press, 1982,  pp. 372-441, ISBN 9780521224963.
- (EN) Osborne JF, The Syro-Anatolian City-States: An Iron Age Culture, New York, Oxford University Press, 2020, ISBN 9780199315833.
- (EN) Sader H, The Aramaeans of Syria: Some Considerations on their Origin and Material Culture, in The Books of Kings: Sources, Composition, Historiography and Reception, Leida-Boston, Brill, 2010,  pp. 273–300, ISBN 978-9004177291.